# Advié

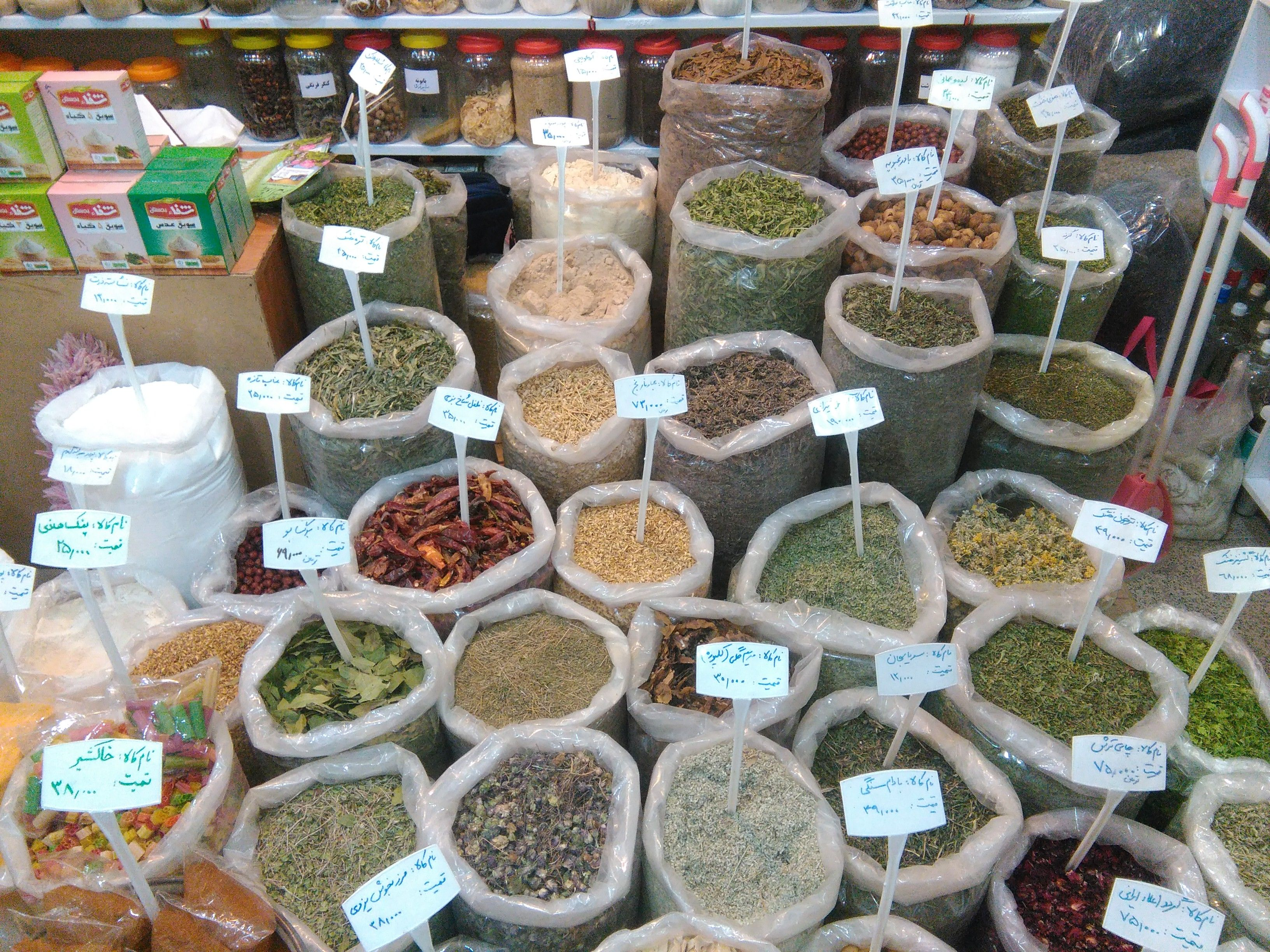
Multitud de especias diferentes

El advieh o adwiya (persa ادویه) es una mezcla de especias empleada en la gastronomía de Irán. Se usa en platos de arroz, así como en recetas de pollo y judías. Aunque su composición exacta cambia del golfo Pérsico al mar Caspio, son ingredientes comunes el cardamomo, el clavo, la canela, los pétalos o capullos de rosa, el comino y el jengibre. También puede incluir golpar, azafrán, nuez moscada, pimienta negra, macis, cilantro o sésamo.
Hay dos variedades básicas de advieh:
- Advieh-e polow, empleada en platos de arroz (suele espolvorearse sobre ésta tras su cocción)
- Advieh-e Joresht, usada en estofados o untada en carnes asadas o a la parrilla

## Variantes judías
El advieh-e halegh se usa para preparar halegh, también conocido como charoset en otras comunidades judías.